# Główny Sudecki Szlak Konny
Główny Sudecki Szlak Konny
szlak turystyczny, znakowany kolorem pomarańczowym , prowadzący od Lądka-Zdroju do Karpacza przez najciekawsze partie Sudetów. Trasa szlaku została podzielona na osiem etapów.